# Karpino (jezioro w powiecie polickim)
Karpino (do 1945 niem. Karpiner See) – jezioro śródleśne w Puszczy Wkrzańskiej, gminie Police, ok. 300 m na zachód od osady Karpin i ok. 13 km na północny zachód od centrum Polic. Nazwę jeziora Karpino wprowadzono urzędowo rozporządzeniem w 1949 roku.

## Charakterystyka
Brzegi trudno dostępne. Zbiornik częściowo wyschnięty i zarastający roślinnością.
Jezioro jest ostoją licznego ptactwa (m.in. mewa mała, mewa śmieszka, rybitwa czarna, perkoz). 
Dogodne miejsce dla wędkarzy, którzy dysponują pontonem. Połów z brzegu jest praktycznie niemożliwy, brzegi jeziora są bardzo zarośnięte i bagniste. W okresie letnim większość jeziora jest pokryta gęstą roślinnością, która utrudnia wędkarzom swobodne poruszanie się. Późną jesienią roślinność opada i praktycznie całe jezioro jest dostępne. W zbiorniku występują różne gatunki ryb (przeważa szczupak).
W pobliżu (ok. 700 m na zachód) leży jezioro Piaski. 
Na południowy wschód od jeziora prowadzi  Szlak Ornitologów.